# Oddvar Arnesen
Oddvar Arnesen, född 1929, död 2003, var musik- och sångledare i Frälsningsarmén, Sandvika i Norge, affärsföreståndare, sångförfattare och tonsättare.

## Sånger
- Jag måste få vittna om Jesus
- Kristus kallar ungdom som vill följa i hans spår